# Agathis pubescens
Agathis pubescens är en stekelart som beskrevs av Bhat och Gupta 1977. Agathis pubescens ingår i släktet Agathis och familjen bracksteklar. Inga underarter finns listade i Catalogue of Life.